# Un étrange enlèvement
Pour plus de détails, voir Fiche technique et Distribution.
Un étrange enlèvement ou Le Courage d'un père au Québec (The Elizabeth Smart Story) est un téléfilm américain réalisé par Bobby Roth, diffusé en 2003 et est l'adaptation de Bringing Elizabeth Home, rédigé par la famille Smart.

## Synopsis
Ce téléfilm raconte la quête pour sauver Elizabeth et arrêter son ravisseur.

## Fiche technique
- Titre original : The Elizabeth Smart Story
- Titre québécois : Le Courage d'un père
- Réalisation : Bobby Roth
- Scénario : Nancey Silvers
- Musique : Christopher Franke
- Photographie : Eric Van Haren Noman
- Pays d'origine :  États-Unis
- Langue originale : anglais
- Durée : 89 minutes

## Distribution
- Dylan Baker (VF : Pierre Laurent) : Ed Smart
- Lindsay Frost (VF : Micky Sébastian) : Lois Smart
- Amber Marshall (VF : Karine Foviau) : Elizabeth Smart
- Hannah Lochner : Mary Katherine Smart
- Tyler Kyte : Charles Smart
- Tom Everett (VF : Hervé Bellon) : Emmanuel
- Karl Pruner : l'inspecteur Richard Klassen
- Jacob Kraemer (VF : Odile Schmitt) : Andrew Smart
- Luke MacInnis : William Smart
- Robert Wisden (VF : Nicolas Marié) : Jim Smart
- Barry Flatman : Marc Klaas
- Hollis McLaren : Wanda Barzee
- Craig Eldridge (VF : Jean-Louis Faure) : l'inspecteur Patrick Coleman